# جاكوبو جاليمبيرتي
جاكوبو جاليمبيرتي (بالإيطالية: Jacopo Galimberti)‏ هو لاعب كرة قدم إيطالي في مركز الدفاع، ولد في 15 يونيو 1993 في Carate Brianza ‏ في إيطاليا. لعب مع إنتر ميلان ونادي بارما ونادي مونزا.